# Unterrichtsgespräch
Ein Unterrichtsgespräch ist eine Lehrform, in der eine Schulklasse im Gespräch ein Problem oder eine gestellte Aufgabe versucht zu lösen. Die Lehrkraft übernimmt in einem Unterrichtsgespräch eher dirigierende Aufgaben in der Kommunikation. Sie regt Beiträge an und lenkt das Gespräch.

## Varianten
Unterschieden werden in genaueren Analysen ohne scharfe Trennung:
- die Debatte, das Streitgespräch, die Diskussion: relativ freie Erörterung eines Problems unter Beachtung von Kommunikationsregeln,
- das freie Unterrichtsgespräch (auch Schülergespräch): Lehrer hält sich weitgehend nach dem Anfangsimpuls zurück und vertraut auf die Fortführung durch die Schüler selbst, die sich einander zuwenden,
- das gelenkte Unterrichtsgespräch (Lehrgespräch[1]): Lehrer gibt Inhalt und Ziel vor und regt Schüler zu passenden Antworten an,
- das fragend-entwickelnde Unterrichtsgespräch: Lehrer entwickelt das Problem aus Sicht und teilweise in der Sprache der Schüler unter Nutzung ihres Vorwissens,
- das sokratische Gespräch (mäeutisches Gespräch): Lehrer stellt die Fragen so, dass die Schüler von selbst auf die Lösung kommen, die aber vom Lehrer genau vorhergesehen wird, sowie
- das Prüfungsgespräch: Gespräch zur Leistungskontrolle, teilweise als Katechese.

Schüler sollen zu längeren Beiträgen ermutigt werden, auch wenn diese noch nicht die vollständige Lösung des gestellten Problems beinhalten oder auf falschen Annahmen beruhen. Durch das Gespräch kann der Lehrer sich ein Bild von der Klasse machen, ein Feedback über ihr Wissen erhalten und zur Übung übergehen.
Negativ beurteilt wird heute das „Lehrerecho“, bei dem der Lehrer den Schülerbeitrag unverändert wiederholt, teilweise auch um über seine Lautstärke allgemeine Verständlichkeit herzustellen.
Die Schulung einer Gesprächskultur kann als Förderung der Demokratieerziehung gesehen werden, weil der mündige Bürger zu Beiträgen in der politischen Debatte fähig sein sollte.

## Kritik
Hauptkritikpunkt ist, dass für den einzelnen Schüler ein Unterrichtsgespräch zu fast 100 % aus Zuhören besteht (Beispiel: Bei 25 Schülern, gleichmäßiger Beteiligung und ohne jede Beteiligung des Lehrers sprechen zu 96 % andere Schüler, der jeweilige Schüler selber zu 4 %). Dies läuft allen pädagogischen und psychologischen Erkenntnissen, dass Zuhören die am wenigsten wirksame Lernform ist, zuwider. In der Praxis entfällt  zudem ein großer Teil der Redezeit auf den Lehrer, sodass die aktive Zeit der einzelnen Schüler noch geringer ausfällt. Aus Sicht des Lehrers stellt sich das Unterrichtsgespräch jedoch fälschlich deutlich aktivierender dar, da er im Allgemeinen vorrangiges Rederecht wahrnimmt.
Häufig wird daher kritisiert, dass das „gelenkte Unterrichtsgespräch“ die häufigste Form des Schulunterrichts sei, obwohl es die Schüler nicht zum selbständigen Arbeiten und Denken freistellt.
Problematisch ist in diesem Zusammenhang, dass laut den Erlässen der Kultusministerien zur Leistungsbeurteilung die Mündliche Note auf Grundlage der "Beiträge zum Unterrichtsgespräch" erteilt werden soll (z. B.).
Der Reformpädagoge Willy Potthoff wies auf die Probleme hin, die sich aus der Divergenz zwischen dem gemeinsamen Gedankengang der Schulklasse und den individuellen Lernprozessen der einzelnen Schüler beim Unterrichtsgespräch ergeben.